# Moyoco Anno

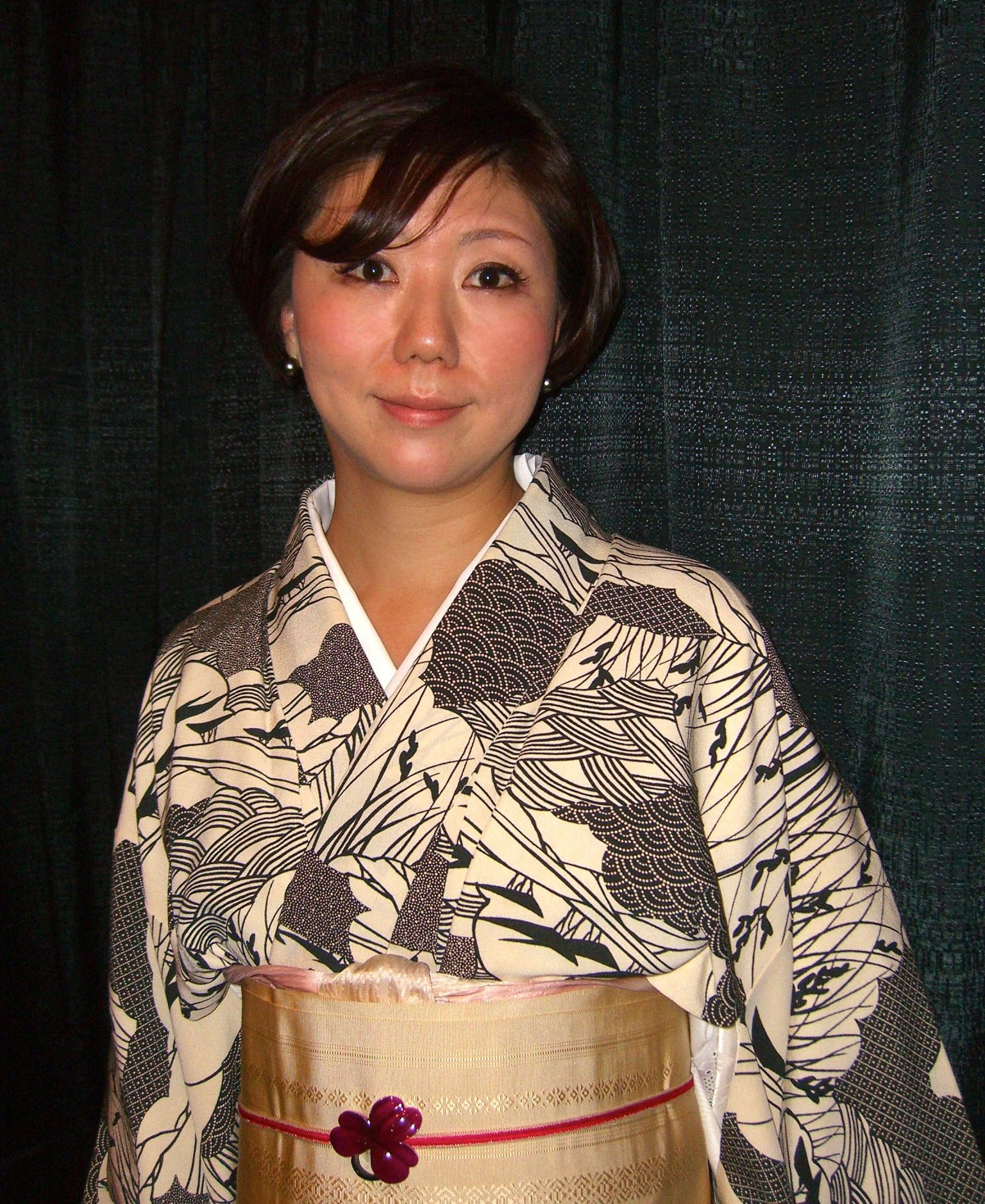
Moyoco Anno (2012)

Moyoco Anno (jap. 安野 モヨコ, Anno Moyoko; * 26. März 1971 in Tokio, Japan) ist eine japanische Manga-Zeichnerin. Ihr Onkel ist der Manga-Zeichner Kō Kojima.

## Biografie
Ihren ersten Manga als professionelle Zeichnerin veröffentlichte Anno 1989 mit achtzehn Jahren, während ihrer Schulzeit, mit der Kurzgeschichte Mattaku Ikashita Yatsuradaze!. Diese erschien in einer Sonderausgabe des Manga-Magazins Bessatsu Friend beim Kōdansha-Verlag, für den sie in den folgenden Jahren weitere Comics zeichnete, darunter Trumps! und Peek a Boo!. In dieser Anfangszeit ihrer Karriere war die Zeichnerin als Assistentin bei Kyōko Okazaki tätig.
1995 begann sie bei einem kleineren Verlag (Shōdensha) die Manga-Serie Happy Mania. Diese wurde zu ihrem ersten Erfolg und ihrem bislang längsten Werk. An Happy Mania, das im Josei-Manga-Magazin Feel Young veröffentlicht wurde, arbeitete Anno noch bis 2001. In der 1800 Seiten umfassenden Comicserie, die in mehrere Sprachen übersetzt und als Dorama für das japanische Fernsehen umgesetzt wurde, steht eine 24-jährige Frau im Vordergrund, die zwingend auf der Suche nach dem richtigen Mann ist, sich dabei aber zu wählerisch verhält und sich damit selbst im Wege steht. Die Sammelbandveröffentlichungen zu Happy Mania verkauften sich in Japan über drei Millionen Mal.
Von 1998 bis 2002 zeichnete sie die Serie Jelly Beans für das CUTiE Comic-Magazin. Für andere Frauen-Manga-Magazine wie Young You und Chorus arbeitete sie anschließend ebenso wie für Männer-Magazine wie Young Magazine und Evening. Ihr 1300 Seiten umfassender Seinen-Manga Hana to Mitsubachi handelt vom Erwachsenwerden eines Oberschülers, der verzweifelt bei den Mädchen gut ankommen will. Der Einzelband Sakuran, der von 2001 bis 2003 in Evening lief, verkaufte sich in Japan über 560.000 mal und wurde als Realfilm mit Anna Tsuchiya in der Hauptrolle umgesetzt.
Mit Kantoku fugyō todoke brachte Anno von 2002 bis 2005 in Feel Young autobiografische Essays in Comicform heraus. Darin beschreibt sie auf humoristische Weise unter anderem ihr Eheleben. Anno ist seit 2002 mit dem bekannten Regisseur und Animator Hideaki Anno verheiratet.
Den Magical-Girl-Manga Sugar Sugar Rune, der von 2003 bis 2007 im Nakayoshi veröffentlicht wurde, zeichnete sie vorwiegend für eine kindliche Zielgruppe, während all ihre bis dahin geschaffenen Werke sich vor allem an Jugendliche und Erwachsene richteten. Sugar Sugar Rune war in Japan ein kommerzieller Erfolg und wurde als Anime-Fernsehserie umgesetzt. Für diese Comicserie gewann Anno 2005 den Kōdansha-Manga-Preis in der Kategorie Kinder.
Hataraki Man erscheint seit 2004 im Seinen-Magazin Morning und erzählt vom Berufs- und Privatleben einer Journalistin. 2006 wurde es als Anime-Fernsehserie umgesetzt; die ersten drei Sammelbände des Mangas, der 2006 für den Osamu-Tezuka-Kulturpreis nominiert war, verkauften sich über 1,6 Millionen Mal.
Von 2008 bis 2011 pausierte sie wegen Gesundheitsproblemen.
Am 6. April 2012 erhielt der von Annos Schulfreund Yasuhide Fujita entdeckte Asteroid 2006 US217 den Namen Moyocoanno.

## Werke (Auswahl)
- Mattaku Ikashita Yatsuradaze! (まったくイカしたやつらだぜ!), 1989
- Trumps!, 1992–1994
- Peek a Boo!, 1995
- Happy Mania (ハッピー・マニア), 1995–2001
- Love Master X (ラブ・マスターX), 1997–1999
- Jelly Beans (ジェリー・ビーンズ), 1998–2002
- Bijin Gahō (美人画報), 1998–1999
- Angelic House (エンジェリック・ハウス), 1999
- Chameleon Army (カメレオン・アーミー), 2000
- Tundra Blue Ice (ツンドラブルーアイス), 2000
- Hana to Mitsubachi (花とみつばち), 2000–2003
- Sakuran (さくらん), 2001–2003
- Kantoku Fuyuki Todoki (監督不行届), 2002–2005
- Sugar Sugar Rune (シュガシュガルーン Shuga Shuga Rūn), 2003–2007
- Hataraki Man (働きマン), seit 2004